# 泽列诺博尔斯克
泽列诺博尔斯克（羅馬化：Zelenoborsk）是俄罗斯汉特-曼西自治区的市级镇，属该自治区的苏维埃茨基区管辖。地处汉特-曼西自治区西部，位于区行政中心苏维埃茨基东北、自治区首府汉特-曼西斯克西北方。鄂毕河流域孔达河一支流普尔丹河（Пурдан）从该镇附近流过。距离较近的城市除区行政中心外有尤戈尔斯克。
镇内设有铁路车站孔达站，位于伊夫杰利2号站－普里鄂毕耶线上。
该地2022年人口有2,068人；2010年人口2,379；2002年人口2,209；1989年人口2,645。